# Notoreas brephosata
Notoreas brephosata är en fjärilsart som beskrevs av Walker 1862. Notoreas brephosata ingår i släktet Notoreas och familjen mätare. Inga underarter finns listade i Catalogue of Life.